# Norman Cota
Norman Daniel "Dutch" Cota, Sr., född 30 maj 1893 i Chelsea, Massachusetts, död 4 oktober 1971 i Wichita, Kansas, var en amerikansk general under andra världskriget.
Cota började på United States Military Academy i West Point i juni 1913. Han, och hans klass, tog examen i april 1917. Det var två månader tidigare än beräknat på grund av USA:s inträde i första världskriget. Cota (som tog examen 1917) och Dwight D. Eisenhower (examen 1915) lärde känna varandra vid West Point när de spelade amerikansk fotboll. De blev, och förblev, goda vänner.
I första världskriget tjänstgjorde han som underlöjtnant (second lieutenant) i infanteriet. Cota blev snabbt befordrad till löjtnant (first lieutenant) och sedan kapten inom några månader. När han hade tjänstgjort aktivt i 18 månader blev han major. 
Han avgick 1947 med generalmajors grad.